# Physalospora
Physalospora Niessl (fysalospora) – rodzaj grzybów z rodziny Hyponectriaceae. Niektóre gatunki to grzyby naporostowe.

## Systematyka i nazewnictwo
Pozycja w klasyfikacji według Index Fungorum: Hyponectriaceae, Xylariales, Xylariomycetidae, Sordariomycetes, Pezizomycotina, Ascomycota, Fungi.
Synonimy nazwy naukowej: Acanthorhynchus Shear, Benedekiella Negru & Verona, Pseudoguignardia Gutner, 
Pseudophysalospora Höhn., Trichophysalospora Lebedeva.
Nazwa polska według W. Fałtynowicza.

## Niektóre gatunki
- Physalospora abdita (Berk. & M.A. Curtis) N.E. Stevens 1942
- Physalospora acaenae Henn. 1906
- Physalospora adeana (Rehm) Arx & E. Müll. 1954
- Physalospora affinis Sacc. 1916
- Physalospora alismatis Feltgen 1901
- Physalospora cladoniae (Stein) Vouaux[4] – fysalospora chrobotkowa
- Physalospora collematis (Stein) G. Winter 1886[4] – fysalospora galaretnicowa
- Physalospora jonaspidis (Stein) Vouaux[4] – fysalospora gładyszowa
- Physalospora linearis Sacc. 1917
- Physalospora lonicerae Grove 1930
- Physalospora macrospora Feltgen 1903
- Physalospora mangiferae Bat. 1955
- Physalospora moliniae Kirschst. 1907
- Physalospora persicae Abiko & Kitaj. 1970
- Physalospora populina Maubl. 1907

Nazwy naukowe na podstawie Index Fungorum.  Nazwy polskie według W. Fałtynowicza.